# Praehelichus solskyi
Praehelichus solskyi is een keversoort uit de familie ruighaarkevers (Dryopidae). De wetenschappelijke naam van de soort werd in 1908 gepubliceerd door Philipp Adamovich Zaitzev.